# 旭川市立春光小学校
旭川市立春光小学校（あさひかわしりつしゅんこうしょうがっこう）は、北海道旭川市末広1条1丁目4番8号にある公立の小学校である。

## 児童数
2018年(平成30年)5月1日現在、1年生48人(2学級)、2年生68人(2学級)、3年生67人(2学級)、4年生60人(2学級)、5年生75人(2学級)、6年生58人(2学級)、合計376人となっている。

## 職員数
2018年(平成30年)5月1日現在、以下のようになっている。
- 校長、教頭、主幹教諭 各1人
- 教務・教諭 17人
- 養護教諭 1人
- 栄養教諭 1人
- 学校司書 1人
- 事務員 1人
- 用務員 3人
- その他 11人

合計 38人

## 著名な出身者
- 髙平慎士 - 陸上選手
- 上野順恵 - 柔道選手